# Rio Comprido
Rio Comprido es un barrio de la Zona Central de la ciudad de Rio de Janeiro, Brasil, con una población de 39 890 habitantes según el censo de 2022, que integra la Región Administrativa III.

## Toponimia
El nombre deriva del río Comprido (en portugués, río Largo) que nace en el Bosque de la Tijuca (en una elevación de 590 metros en la Sierra del Sumaré) y desemboca en la Bahía de Guanabara atravesando la zona de sur a norte.

## Ubicación y características
Rio Comprido limita con los barrios Santa Teresa, Estácio y Catumbi (también de la Zona Central) y Alto da Boa Vista, Tijuca y Praça da Bandeira (de la Zona Norte), y a través del Túnel Rebouças se conecta con Cosme Velho (de la Zona Sur).
Integra la Región Administrativa III (RA III Rio Comprido) junto a los barrios Catumbi, Cidade Nova y Estácio, de acuerdo con la legislación municipal de 1981 y sus modificaciones de 1985. A su vez, la RA III Rio Comprido forma parte del Área de Planificación I (AP I).
En el censo de 2022 mostró una población de 39 890 habitantes, lo que representó un descenso de 3874 personas con respecto al censo de 2010.
Rio Comprido se encuentra debajo del promedio de Rio de Janeiro en el índice de progreso social (IPS) de 2022, ya que la ciudad mostraba un IPS de 64,34 y el barrio de 62,24, lo que lo colocaba en el puesto 102 del ránking de barrios cariocas sobre un total de 159.

## Historia
Desde sus inicios, el barrio estuvo ligado al río Iguaçu, así denominado en la época colonial y luego rebautizado como río Comprido (posteriormente canalizado en gran parte de sus 4,5 kilómetros de extensión e intubado por tramos). Tras la instalación en la zona del obispo de la ciudad Francisco de São Jerônimo en 1702, los primeros pobladores se dedicaron a la pesca y la navegación, actividades que se combinaron con la plantación de caña de azúcar que alcanzó su apogeo a lo largo del Siglo XVIII.

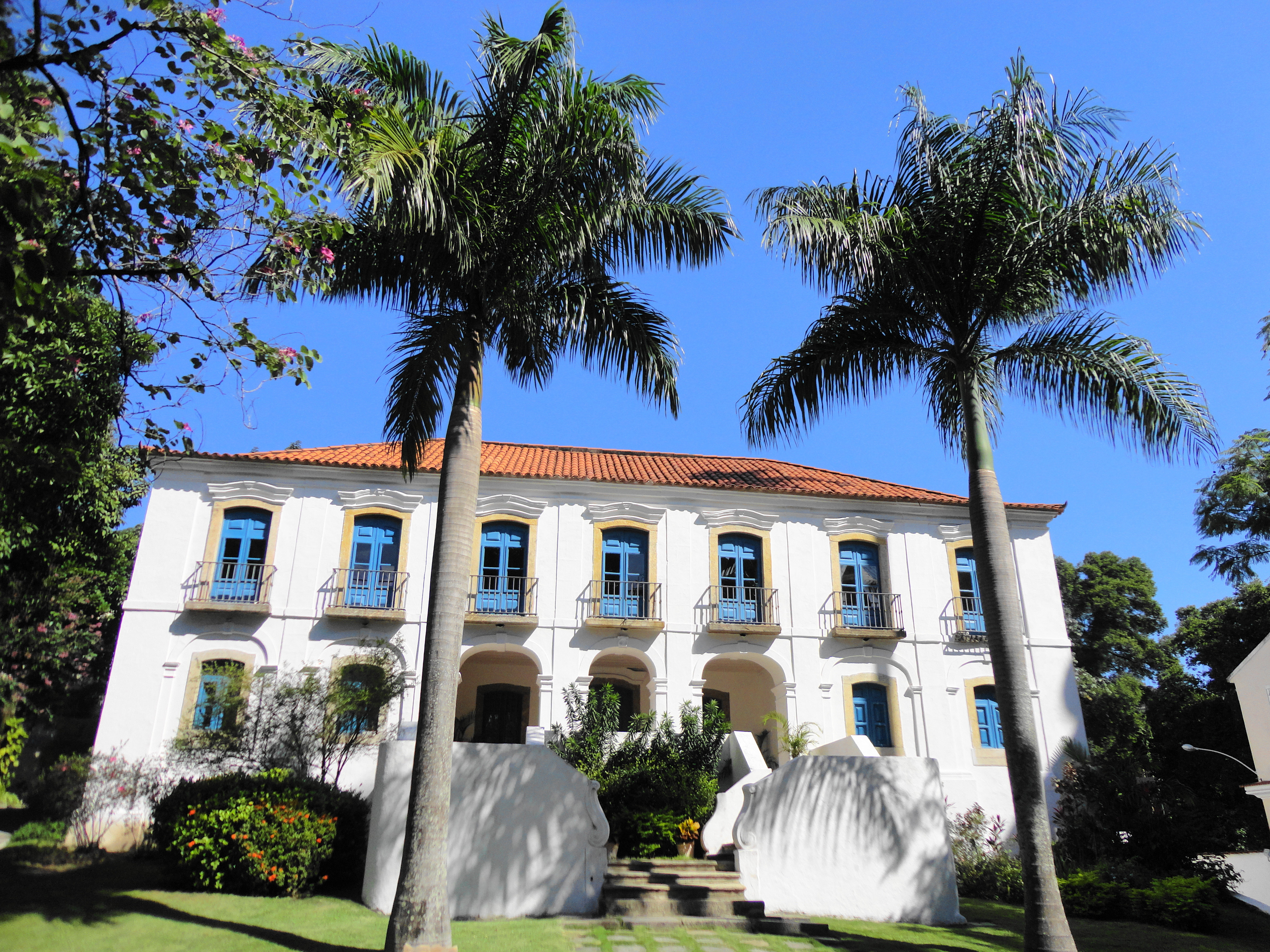
Casa del Obispo, construida en el.

A inicios del Siglo XIX, con el arribo a Brasil de Juan VI de Portugal, se instaló en el barrio el Cuartel General del Ejército y se convirtió en una de las zonas elegidas por las clases más adineradas, en especial familias inglesas y alemanas.
En la misma época se construyó un acueducto, descubierto por investigadores del sector de Patrimonio Histórico del municipio en 2008.
El alcalde Paulo de Frontin ordenó en 1919 la canalización del río Comprido, con un bulevar arborizado en sus márgenes que lleva el nombre del alcalde.
En la década de 1960 el barrio ganó popularidad por sus clubes de esparcimiento y las lujosas residencias, que dotaban a Rio Comprido de una alta calidad de vida. A inicios de la década de 1970 se construyó la avenida elevada Paulo de Frontin sobre el río canalizado (que perdió así su bulevar arborizado), lo que transformó al barrio en un área de tránsito entre la Zona Norte y la Zona Sur a través del Túnel Rebouças, inaugurado en 1967.
De esta manera, el barrio cambió su fisonomía y comenzó un proceso de degradación. Muchos habitantes de clase media dejaron Rio Comprido y esas construcciones se convirtieron en sedes de distintas empresas, que encontraron precios accesibles para su instalación.
Posteriormente, en los márgenes de la avenida elevada se desarrollaron tres asentamientos precarios (favelas): Vila Santa Alexandria, Santa Alexandria y Parque Rebouças.
Rio Comprido se convirtió en un polo textil, con un gran número de fábricas y tiendas relacionadas con la confección de ropa.